# Мелито Ирпино
Мелѝто Ирпѝно (на италиански: Melito Irpino) е село и община в Южна Италия, провинция Авелино, регион Кампания. Разположено е на 450 m надморска височина. Населението на общината е 1968 души (към 2010 г.).